# Veliko Selo (Pirot)
Veliko Selo (em cirílico: Велико Село) é uma vila da Sérvia localizada no município de Pirot, pertencente ao distrito de Pirot, na região de Visok. A sua população era de 276 habitantes segundo o censo de 2011.

## Demografia
| 1948 | 1953 | 1961 | 1971 | 1981 | 1991 | 2002 | 2011 |
| ---- | ---- | ---- | ---- | ---- | ---- | ---- | ---- |
| 813  | 776  | 579  | 486  | 465  | 413  | 345  | 276  |